# Schizonycha algirina
Schizonycha algirina är en skalbaggsart som beskrevs av Leon Fairmaire 1876. Schizonycha algirina ingår i släktet Schizonycha och familjen Melolonthidae. Inga underarter finns listade i Catalogue of Life.